# David McCallum
David Keith McCallum Jr. (ur. 19 września 1933 w Glasgow, zm. 25 września 2023) – brytyjski aktor telewizyjny i filmowy.
Aktor znany był m.in. z serialu Agenci NCIS, w którym od 2003 odtwarzał postać dr Donalda Mallarda. W latach 60. grał jedną z głównych ról w nieemitowanym nigdy w Polsce serialu szpiegowskim The Man from U.N.C.L.E. (1964-68; 105 odc.). Na podstawie tego serialu zrealizowano również 8 filmów fabularnych.
W latach 1957–1967 żoną Davida McCalluma była aktorka Jill Ireland, która później poślubiła Charlesa Bronsona. Od 1967 jest żonaty z Katherine Carpenter. Mieszkał na stałe w Nowym Jorku.

## Filmografia
Filmy:
- Billy Budd (1962) jako Steven Wyatt
- Doktor Freud (1962) jako Carl von Schlossen
- Wielka ucieczka (1963) jako komandor podporucznik Eric Ashley-Pitt
- Złapać szpiega (1964) jako Illya Kuryakin
- Szpieg z moją twarzą (1965) jako Illya Kuryakin
- Opowieść wszech czasów (1965) jako apostoł Judasz Iskariota
- O jednego szpiega za dużo (1966) jako Illya Kuryakin
- Nasz szpieg zaginął (1966) jako Illya Kuryakin
- Szpieg w zielonym kapeluszu (1966) jako Illya Kuryakin
- Karate Killers (1967) jako Illya Kuryakin
- Szpiedzy w helikopterze (1968) jako Illya Kuryakin
- Jak ukraść świat (1968) jako Illya Kuryakin
- Skarb króla Salomona (1979) jako sir Henry Curtis
- Obserwator (1980) jako Paul Curtis
- Człowiek, który mieszkał w hotelu Ritz (1988) jako Charlie Ritz
- Powrót do domu (1998) jako Billy Fawcett

Seriale telewizyjne:
- The Man from U.N.C.L.E. (1964-68) jako Illya Kuryakin
- Porwany za młodu(inne języki) – Alan Breck Stewart
- Drużyna A (1983-87) jako Ivan (gościnnie)
- Napisała: Morderstwo (1984-86) jako Drew Garrison (gościnnie)
- Matlock (1986-95) jako Phil Dudley (gościnnie)
- Detektyw w sutannie (1989-91) jako sir Robert (gościnnie)
- Prawo i porządek (1990−2010) jako Craig Holland (gościnnie)
- SeaQuest (1993-96) jako Frank Cobb (gościnnie)
- Babilon 5 (1993-98) jako dr Vance Hendricks (gościnnie)
- Pan i pani Smith (1996) jako Ian Felton (gościnnie)
- Po tamtej stronie (1995–2002) jako Joshua Hayward (gościnnie)
- Seks w wielkim mieście (1998–2004) jako Duncan (gościnnie)
- W ostatniej chwili (2000-01) jako Harry Hobbs (gościnnie)
- Jeremiah (2002-04) jako Clarence (gościnnie)
- JAG – Wojskowe Biuro Śledcze (1995–2005) jako dr Donald „Ducky” Mallard (gościnnie)
- Agenci NCIS (2003-nadal) jako dr Donald „Ducky” Mallard